# أستراليا المفتوحة 1992
هنا قائمة ببطولات أستراليا المفتوحة لسنة 1992:

## الكبار

### فردي رجال
جيم كورير هزم  ستيفان إدبرغ, 6-3, 3-6, 6-4, 6-2

### فردي سيدات
مونيكا سيليش هزم  ماري جو فيرنانديز, 6-2, 6-3

### زوجي رجال
تود وودبريدج و مارك وودفورد هزم  كيلي جونز و ريك ليتش, 6-4, 6-3, 6-4

### زوجي سيدات
أرانتكسا سانشيز فيكاريو و هيلينا سوكوفا هزم  ماري جو فيرنانديز و زينا غاريسون جاكسون, 6-4, 7-6

### زوجي مختلط
أرانتكسا سانشيز فيكاريو و تود وودبريدج هزم  زينا غاريسون جاكسون و ريك ليتش, 7-5, 6-4